# CPI do Carf
A CPI do CARF foi uma Comissão Parlamentar de Inquérito criada em 4 de fevereiro de 2016 para investigar denúncias e fraudes contra a Receita Federal de bancos e grandes empresas, mediante suposto pagamento de propina para manipular resultados dos julgamentos referentes à sonegação fiscal do Conselho de Administração de Recursos Fiscais (Carf).
O presidente da CPI, foi o deputado Pedro Fernandes (PTB-MA), eleito por voto secreto.
A criação da comissão foi proposta pelo deputado João Carlos Bacelar (PR-BA). Bacelar foi indicado relator da CPI pelo presidente do colegiado e lembrou que a Operação Zelotes, deflagrada em março do ano passado pela Polícia Federal, investiga 24 pessoas e que pelo menos quinze escritórios de advocacia e consultoria são suspeitos de envolvimento no esquema de corrupção.
Em agosto de 2016, após seis meses de atividades, a CPI do CARF na Câmara dos Deputados terminou sem conseguir votar um relatório final. João Carlos Bacelar chegou a entregar seu parecer nesta  porém, em razão de o prazo de atividades ter expirado, o documento nem sequer foi apreciado. Em seu relatório, Bacelar relatou as dificuldades enfrentadas para fazer a investigação avançar e destacou que das trinta reuniões realizadas, oitos foram desperdiçadas porque nenhum requerimento foi pautado.